# Fotij Krassyzkyj
Fotij Stepanowytsch Krassyzkyj (ukrainisch Фотій Степанович Красицький, russisch Фотий Степанович Красицкий Foti Stepanowitsch Krassizki; * 12. Augustjul. / 24. August 1873greg. in Selena Dibrowa, Gouvernement Kiew, Russisches Kaiserreich; † 2. Juni 1944 in Kiew, Ukrainische SSR) war ein ukrainischer Kunstmaler.

## Leben
Fotij Krassyzkyj kam als Sohn einer Bauernfamilie in Selena Dibrowa (Зелена Діброва) in der heute zentralukrainischen Oblast Tscherkassy zur Welt. Sein Vater Stepan Antonowytsch Krassyzkyj war der Sohn von Kateryna Hryhoriwna Krassyzka geb. Schewtschenko (1804–1848), der Schwester von Taras Schewtschenko, und Fotij daher dessen Großneffe.
Nachdem der Dorfschullehrer das künstlerische Talent vom Fotij erkannt und er den Eltern dringend empfohlen hatte, den Sohn zu fördern, ging dieser im Alter von 15 Jahren an die Kiewer Zeichenschule von Mykola Muraschko (Werkstatt Mykola Pymonenko). Dort studierte er, mit finanzieller Unterstützung des Komponisten Mykola Lyssenko, von 1888 bis 1892.

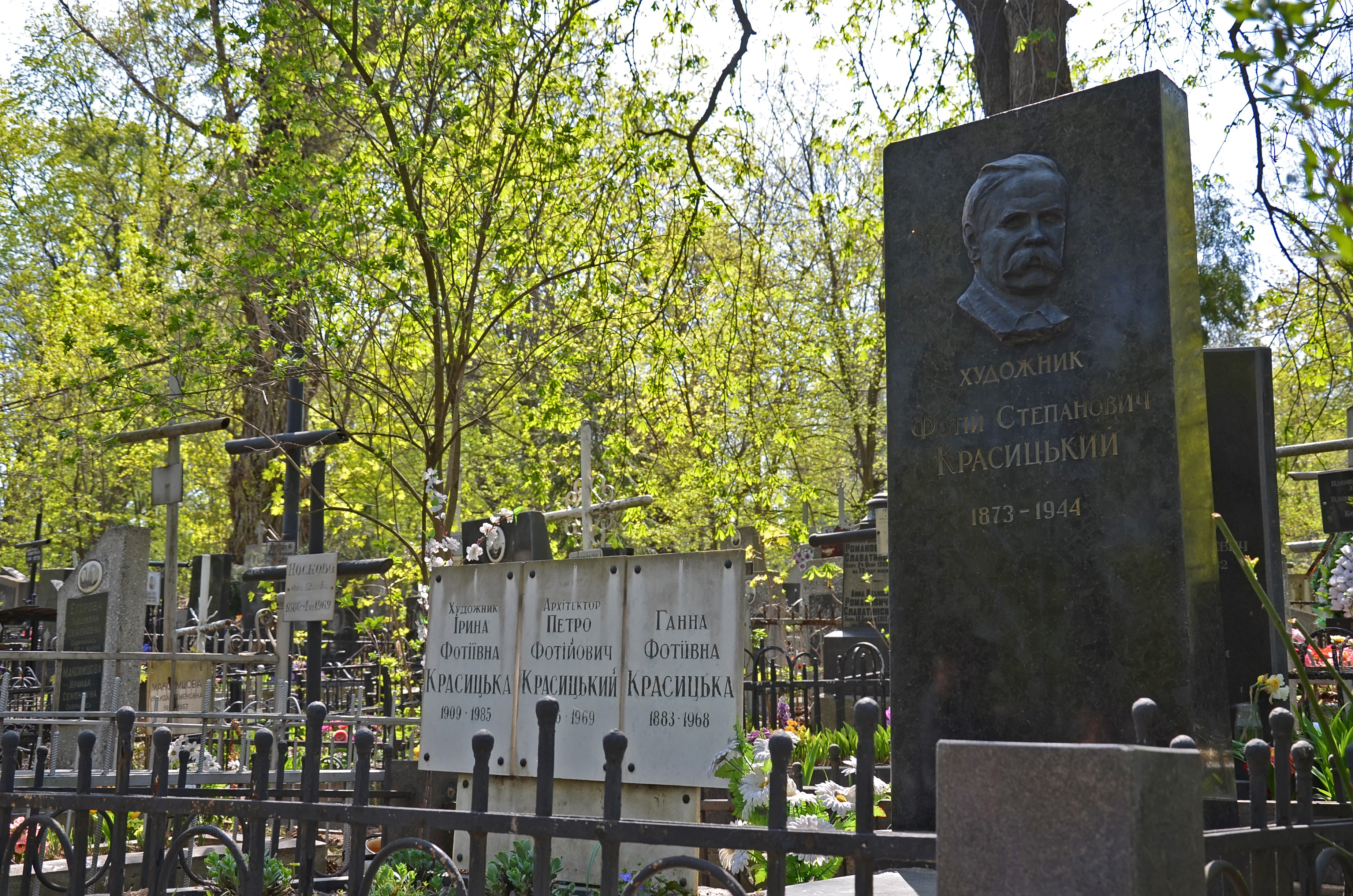
Grab von Fotij Krassyzkyj auf dem Baikowe-Friedhof in Kiew

Im Anschluss ging er bis 1894 an die Kunstschule Odessa, wo er bei Kyriak Kostandi lernte. Seine Ausbildung rundete er zwischen 1894 und 1901 mit einem Studium an der Kaiserlichen Akademie der Künste in Sankt Petersburg ab, an der er unter anderem von Ilja Repin unterrichtet wurde.
Von 1903 an arbeitet er permanent in Kiew. Für Satiremagazine schuf er 1906 eine Reihe von politischen Karikaturen.
Zwischen 1912 und 1920 unterrichtete Krassyzkyj an der Kiewer Kunstschule (Київське художнє училище) und, mit Unterbrechungen, von 1927 bis 1939 am Kiewer Kunstinstitut.
Er war außerdem Mitglied des Verbandes der Maler der Roten Ukraine (Асоціа́ція худо́жників Черво́ної Украї́ни (АХЧУ)), nahm an arbeiten zum Schutz und zur Erhaltung von Kunstdenkmälern teil und war Autor des Handbuchs „Zeichnen und Malen“ (1929).
Krassyzkyj war ein guter Freund von Lessja Ukrajinka. Er starb 70-jährig in Kiew und wurde auf dem Baikowe-Friedhof bestattet.

## Werk
Krassyzkyj malte Genrebilder zum Leben von Bauern und Historikern, zu Dörfern und Landschaften sowie Porträts zu Persönlichkeiten der Ukraine.
Seine Werke befinden sich heute im Eine-Straße-Museum, im Nationalen Taras-Schewtschenko-Museum, im Nationalen Kunstmuseum der Ukraine, im Nationalen Museum der ukrainischen dekorativen Volkskunst und im Nationalen Historischen Museum der Ukraine, alle in Kiew, des Weiteren im Heimatmuseum Myrhorod (Миргородський краєзнавчий музей) sowie im, nach Andrej Scheptyzkyj benannten Nationalmuseum Lwiw.

### Gemälde (Auswahl)
Genrebilder:

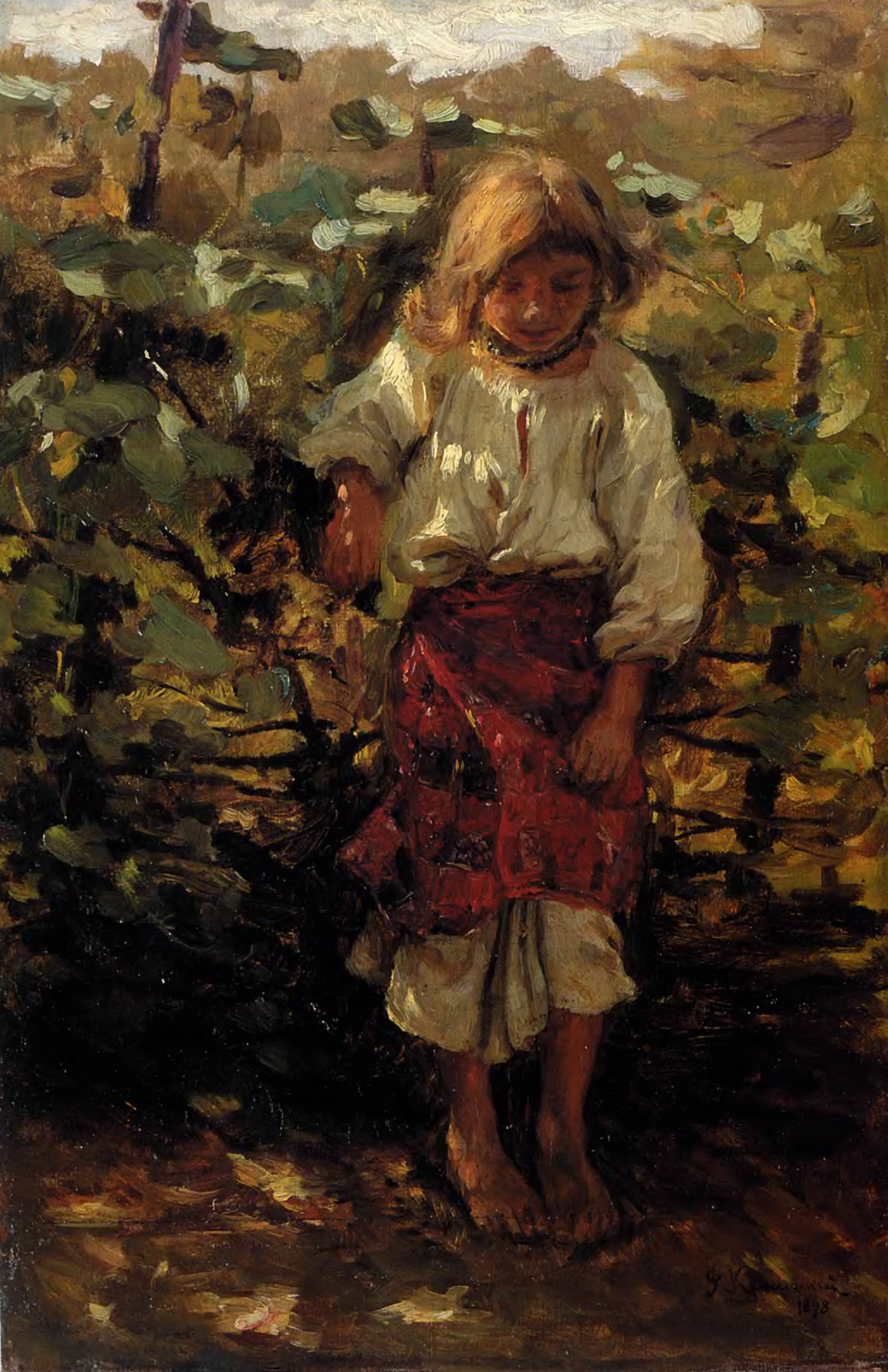
Mädchen neben dem Zauntritt; Fotij Krassyzkyj 1898,
Nationales Kunstmuseum der Ukraine

- Mädchen neben dem Zauntritt – Diwtschyna bilja perelasu / Дівчина біля перелазу (1898)
- Wenn du keinen Herren hättest – Jakby wy ne buly panytschem / Якби ви не були паничем (1899)
- Weg ins Dorf Kosazke – Doroha w selo Kosazke / Дорога в село Козацьке (1899)
- Beim Brunnen – Bilja kolodjasja / Біля колодязя (1900)
- Dorf Kyryliwka – Село Кирилівка (1901)
- Gast aus Saporischschja – Hist is Saporischschja / Гість із Запоріжжя (1901; 1916)
- Wiese – Haljawyna / Галявина (1902)
- Beim Fest – U swjato / У свято (1902)
- Ukrainerin – Українка (1903)
- Großvater Hryzko – Did Hryzko / Дід Грицько (1905)
- Serie Ukrainisch-sowjetische Schriftsteller – Ukrajinski radjanski pyssmennyky / Українські радянські письменники (1933–34)

Porträts:
- Mychajlo Staryzkyj (1893; 1932)
- Taras Schewtschenko (1899; 1906; 1907; 1909; 1910; 1925; 1932; 1934; 1937; 1938)
- Dmytro Jawornyzkyj (20. Jahrh.)
- Lessja Ukrajinka (1904)
- Iwan Franko (1907; 1914)
- Mychajlo Hruschewskyj (1908, durch Rada 1952 zerstört)
- Mykola Sadowskyj (1912)
- Jakiw Ussyk – Яків Олександрович Усик (1920er Jahre)
- Iwan Subkowskyj – Іван Андрійович Зубковський (1923)
- Olena Ptschilka (1927)
- Amwrossij Schdacha – А. Ждаха (1928)
- Dmytro Bahalij (1929)
- Hanna Boryssohlibska – Г. Борисоглібська (1936)

Quelle:

## Ehrungen
- Anfang der 1990er Jahre wurde in Kiew ein Museum zu seinem Gedenken eröffnet.[5]
- In Kiew wurde eine Gedenktafel an ihn angebracht und eine Straße nach ihm benannt.[8]
- In Myrhorod erinnert eine Gedenktafel an den Künstler.[9]